# Vitali Lisakovich
Vitali Lisakovich (en bielorruso: Віталь Лісаковіч; en ruso: Виталий Лисакович; Minsk, 8 de febrero de 1998) es un futbolista bielorruso. Juega de delantero y se encuentra sin equipo.

## Trayectoria
El 8 de agosto de 2020 fichó por cuatro años por el Lokomotiv de Moscú de Rusia. Abandonó el equipo en enero de 2022, pero no el país, ya que fue traspasado al F. C. Rubin Kazán. Vivió una tercera experiencia en territorio ruso después de ser cedido en enero de 2024 al F. C. Baltika Kaliningrado, equipo al que regresó en septiembre en propiedad. Se marchó al final de temporada tras expirar su contrato.

## Selección nacional
Es internacional absoluto con la selección de Bielorrusia desde 2019. Debutó el 10 de octubre contra Estonia en un partido de clasificación para la Eurocopa 2020.

## Estadísticas
Actualizado al último partido disputado el 17 de mayo de 2025.
| Club                                | Div.          | Temporada     | Liga  | Liga  | Copas nacionales | Copas nacionales | Copas internacionales | Copas internacionales | Total | Total |
| Club                                | Div.          | Temporada     | Part. | Goles | Part.            | Goles            | Part.                 | Goles                 | Part. | Goles |
| ----------------------------------- | ------------- | ------------- | ----- | ----- | ---------------- | ---------------- | --------------------- | --------------------- | ----- | ----- |
| Shakhtyor Soligorsk · Bielorrusia   | 1.ª           | 2016          | 11    | 1     | 3                | 0                | —                     | —                     | 14    | 1     |
| Shakhtyor Soligorsk · Bielorrusia   | 1.ª           | 2017          | 16    | 6     | 4                | 2                | 2                     | 0                     | 22    | 8     |
| G. N. K. Dinamo Zagreb II · Croacia | 2.ª           | 2017-18       | 11    | 1     | —                | —                | —                     | —                     | 11    | 1     |
| G. N. K. Dinamo Zagreb II · Croacia | Total club    | Total club    | 11    | 1     | 0                | 0                | 0                     | 0                     | 11    | 1     |
| Shakhtyor Soligorsk · Bielorrusia   | 1.ª           | 2018          | 2     | 0     | 0                | 0                | 1                     | 0                     | 3     | 0     |
| N. K. Rudeš · Croacia               | 1.ª           | 2018-19       | 14    | 4     | —                | —                | —                     | —                     | 14    | 4     |
| N. K. Rudeš · Croacia               | Total club    | Total club    | 14    | 4     | 0                | 0                | 0                     | 0                     | 14    | 4     |
| N. K. Varaždin · Croacia            | 1.ª           | 2019-20       | 11    | 1     | 1                | 0                | —                     | —                     | 12    | 1     |
| N. K. Varaždin · Croacia            | Total club    | Total club    | 11    | 1     | 1                | 0                | 0                     | 0                     | 12    | 1     |
| Shakhtyor Soligorsk · Bielorrusia   | 1.ª           | 2020          | 18    | 9     | 5                | 2                | —                     | —                     | 23    | 11    |
| Shakhtyor Soligorsk · Bielorrusia   | Total club    | Total club    | 47    | 16    | 12               | 4                | 3                     | 0                     | 62    | 20    |
| F. C. Lokomotiv Moscú · Rusia       | 1.ª           | 2020-21       | 26    | 2     | 3                | 0                | 3                     | 1                     | 32    | 3     |
| F. C. Lokomotiv Moscú · Rusia       | 1.ª           | 2021-22       | 15    | 2     | 1                | 0                | 5                     | 0                     | 21    | 2     |
| F. C. Lokomotiv Moscú · Rusia       | Total club    | Total club    | 41    | 4     | 4                | 0                | 8                     | 1                     | 53    | 5     |
| F. C. Rubin Kazán · Rusia           | 1.ª           | 2021-22       | 10    | 4     | 2                | 2                | ―                     | ―                     | 12    | 6     |
| F. C. Rubin Kazán · Rusia           | 2.ª           | 2022-23       | 29    | 10    | 0                | 0                | ―                     | ―                     | 29    | 10    |
| F. C. Rubin Kazán · Rusia           | 1.ª           | 2023-24       | 3     | 0     | 2                | 0                | ―                     | ―                     | 5     | 0     |
| F. C. Rubin Kazán · Rusia           | Total club    | Total club    | 42    | 14    | 4                | 2                | 0                     | 0                     | 46    | 16    |
| F. C. Baltika Kaliningrado · Rusia  | 1.ª           | 2023-24       | 12    | 4     | 6                | 0                | ―                     | ―                     | 18    | 4     |
| F. C. Baltika Kaliningrado · Rusia  | 2.ª           | 2024-25       | 18    | 6     | 0                | 0                | ―                     | ―                     | 18    | 6     |
| F. C. Baltika Kaliningrado · Rusia  | Total club    | Total club    | 30    | 10    | 6                | 0                | 0                     | 0                     | 36    | 10    |
| Total carrera                       | Total carrera | Total carrera | 196   | 50    | 27               | 6                | 11                    | 1                     | 234   | 57    |
| 1. 2.                               |               |               |       |       |                  |                  |                       |                       |       |       |

## Palmarés

### Títulos nacionales
| Título        | Club                  | País  | Año     |
| ------------- | --------------------- | ----- | ------- |
| Copa de Rusia | F. C. Lokomotiv Moscú | Rusia | 2020-21 |